# Ecnomina beela
Ecnomina beela là một loài Trichoptera trong họ Ecnomidae. Chúng phân bố ở miền Australasia.